# 中华人民共和国铁路客运

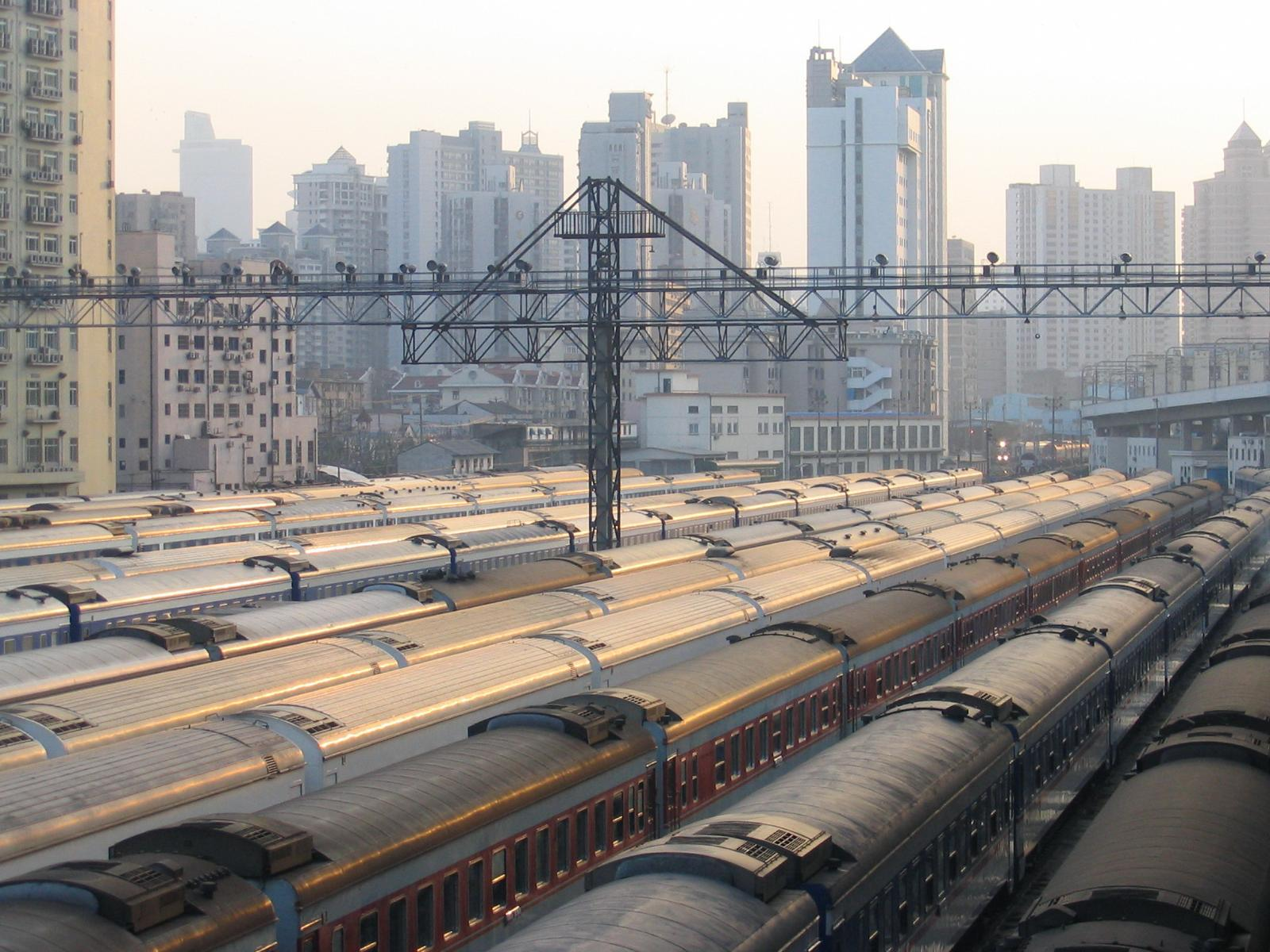
中国大陆的铁路客車

在中国，铁路运输是主要的旅客运输方式之一，由中华人民共和国交通运输部下辖的国家铁路局管理營運。每年旅客吞吐量超过10亿人次，仅在2008年全国铁路旅客发送量就达到14亿5640万人，而2019年全年旅客发送量达到了35.79亿人次；其中又以每年春运期间旅客运输量最大，如2006年春运期間共运送旅客1.44亿人次。因此春运又被称为“世界最大规模的人口迁徙”。

## 旅客列车等级及车次

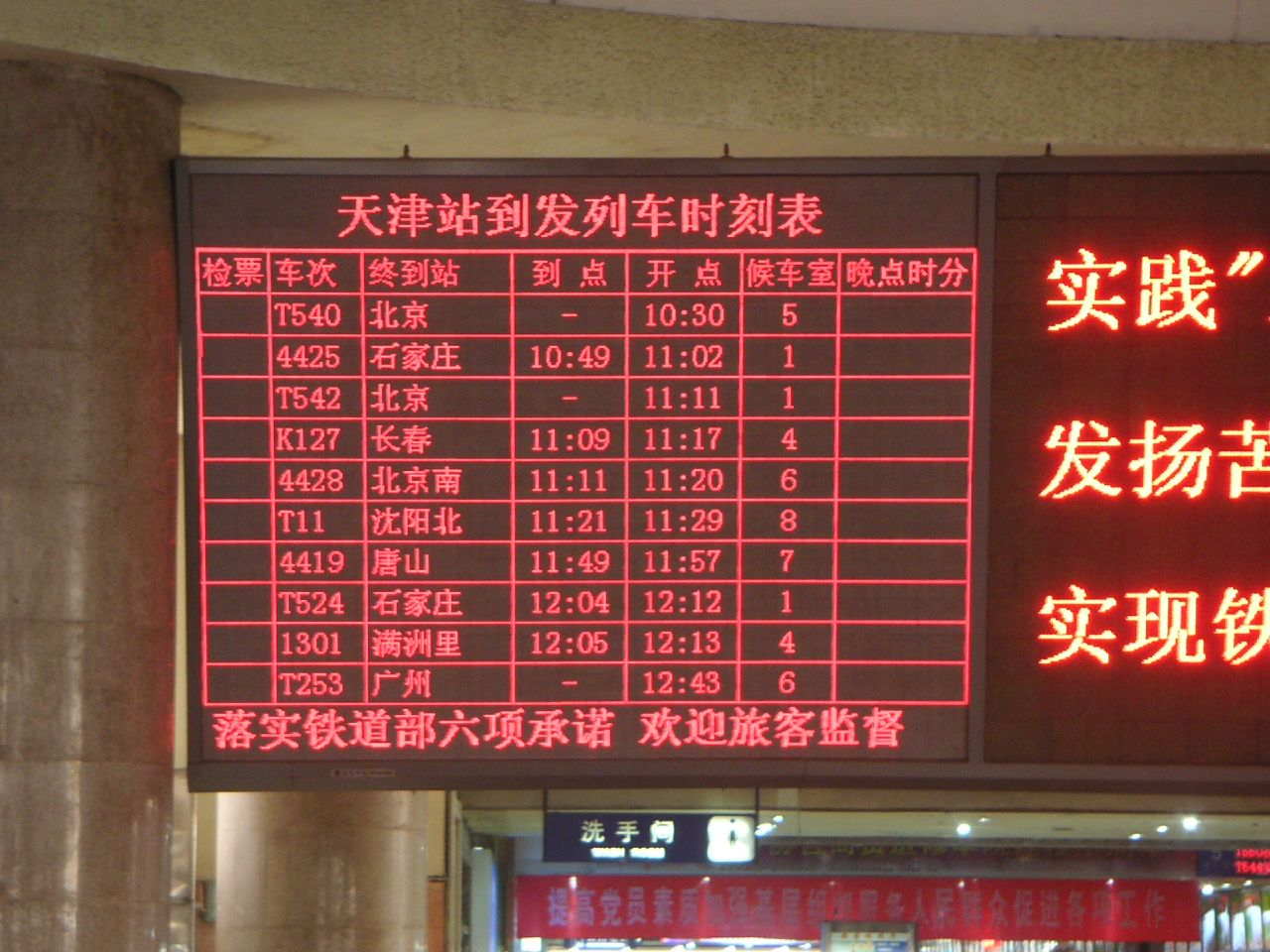
天津站内列车信息显示屏

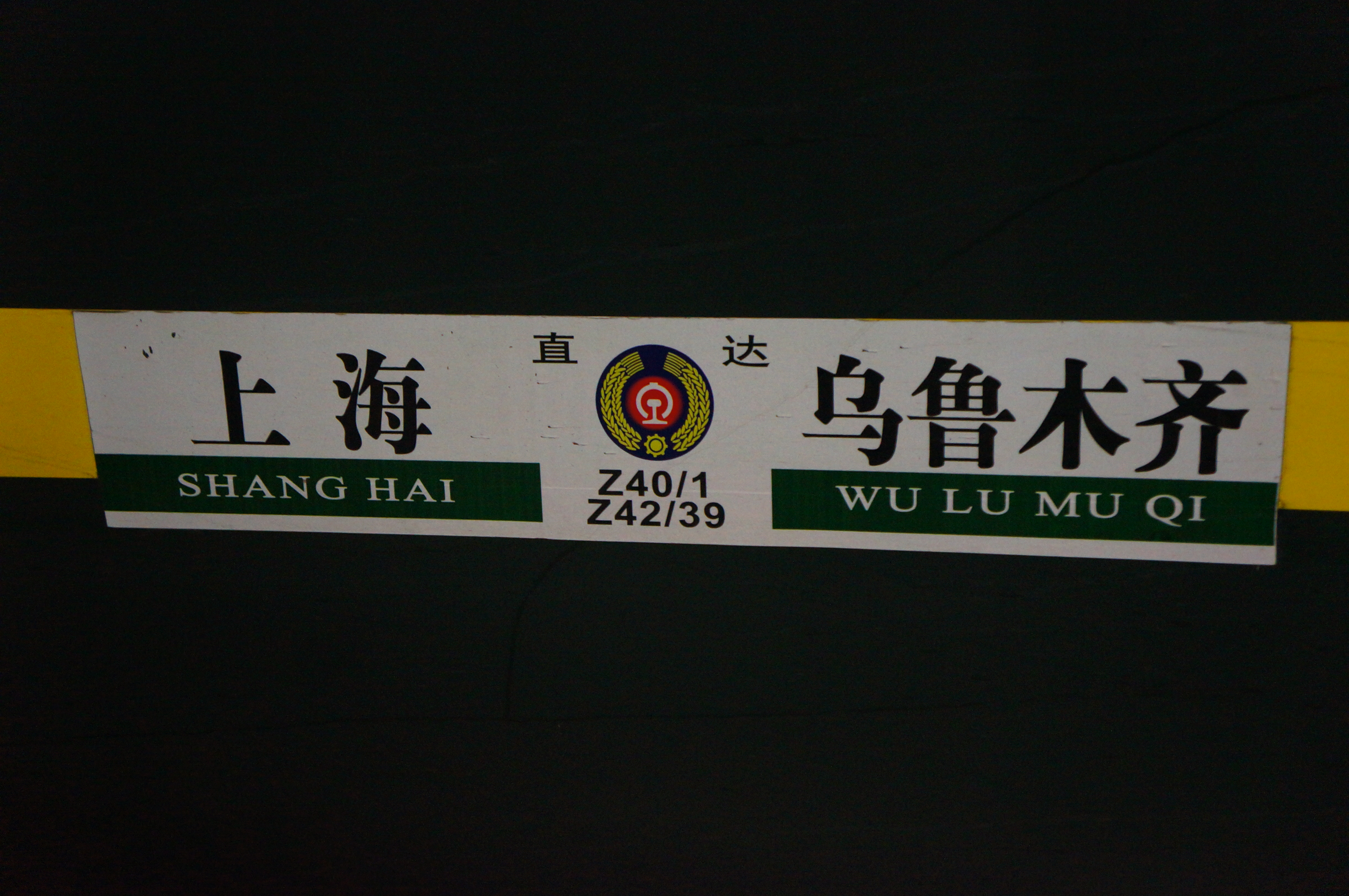
非跨境運行的列車車廂外路線牌皆使用中文及漢語拼音，並不使用英文；中国铁路普速列车运行区间牌的现行格式诞生于2000年9月《铁运函〔2000〕295号 关于规范客车运行区间牌的通知》，2010年代由外挂式铁质区间牌陆续更换为现行的粘贴式区间牌

中国铁路列车车次是前中华人民共和国铁道部、现中国铁路总公司对不同行驶方向、不同车种、不同行驶区段和不同运行时刻的列车编订的标示码，以方便区别。车次用英文字母和阿拉伯数字表示，按行驶方向的不同以单双数来区别。當列车行驶方向为线路的上行方向，车次的数字为双数；反之经线路下行方向运行，车次的数字为单数。详见中国铁路列车车次。
部分由外国铁路独立担当的国际口岸联运列车在中国大陆境内运行时采用的铁路车次，由中国铁路与外国铁路运输部门单独商议，不受上述规定约束。

## 座席及卧铺等级
- 动车组商务座：座位排列为2+1方式（部分复兴号智能动车组的商务座采用1+1模式排列）。为最高等级的坐席。
- 动车组特等座：席位代码P，CRH3C和CR400AF-AE设有特等座。位于列首和列尾，座位排列为1+2方式，最初仅发售列尾端的特等座车票，现列首端的特等座车票也有发售。
- 动车组一等座：席位代码M。座位排列为2+2方式，中间过道较宽阔。按软席办理。另外在CR400AF-BS和CR400BF-BS（技术提升型）动车组上设有“优选一等座”席位[7]。
- 动车组二等座：席位代码O。座位排列为3+2方式，座位空间相对一等座较小。按软席办理。
- 硬座：席位代码1，座位排列为3+2方式，座椅固定。
- 软座：席位代码2，座位排列为2+2方式。少部分列车再分为特等软座（席位代码T）、一等软座（席位代码7）和二等软座（席位代码8）。大部分软座车的座椅靠背均能调节角度。
- 无座：为最大限度地提升运能，尤其春运、暑运期间，动车组列车、普速列车分别在二等座、硬座车票售罄后开始发售无座车票，票价与列车编组中最低一档座席等级相同。偶有编组中座席车只挂软座而该班列车无座票价与软座票价相同的特例。关于无座票价是否应较有座票价下浮的话题，在社会各界历来广受热议。[8]
- 硬卧：席位代码3，每間隔左右兩邊有上中下3個鋪位，即每间隔有6个铺位。双层硬卧车每层每个间隔左右两边有上下2个铺位，即每个间隔有4个铺位，上下加起来一共有8个铺位。间隔为开放式或半包式，不设房门。K3/4次列车的YW18车型之包厢硬卧有包厢门，为硬卧特例。
- 软卧：席位代码4，每个房间左右兩邊有上下2個鋪位，即每房间有4个铺位，并设房门。双层软卧车上层每个房间左右两边各有1个铺位，即每个房间有2个铺位，下层布局与单层车相若。软卧比硬卧有更大的空间，铺位也较宽阔。目前已开行卧铺动车组列车，车体为CRH1E、CRH2E和CR400AF-AE。
- 包厢硬卧：席位代码5，格局类似于普通软卧，但为硬席，不设中铺，设有房门。多见于国际列车或使用国际列车车体开行的列车。
- 高包软卧：席位代码6，为最高等级的卧铺，每个包厢有2个铺位和一个沙发，并带有独立洗手间。少数列车有每房间仅1个铺位或3铺位的一人软卧包厢（席位代码H）。3铺位的一人软包为一张下铺大床（双人铺位）及一张单人上铺小床（单人铺位），此种包厢一张车票可进三名旅客。此外，部分CRH1E动车组编有高级软卧车厢，每个包厢有2个铺位、沙发和衣柜，但没有独立卫生间。K3/4次国际列车的RW18车型高包软卧（限售伊尔库斯克以远之站点）为2包房公用一个洗漱间，并未设独立卫生间。单层软卧、双层软卧下层、包厢硬卧和高包软卧上下铺判别依据是席位号的奇偶：奇数为下铺，偶数为上铺。

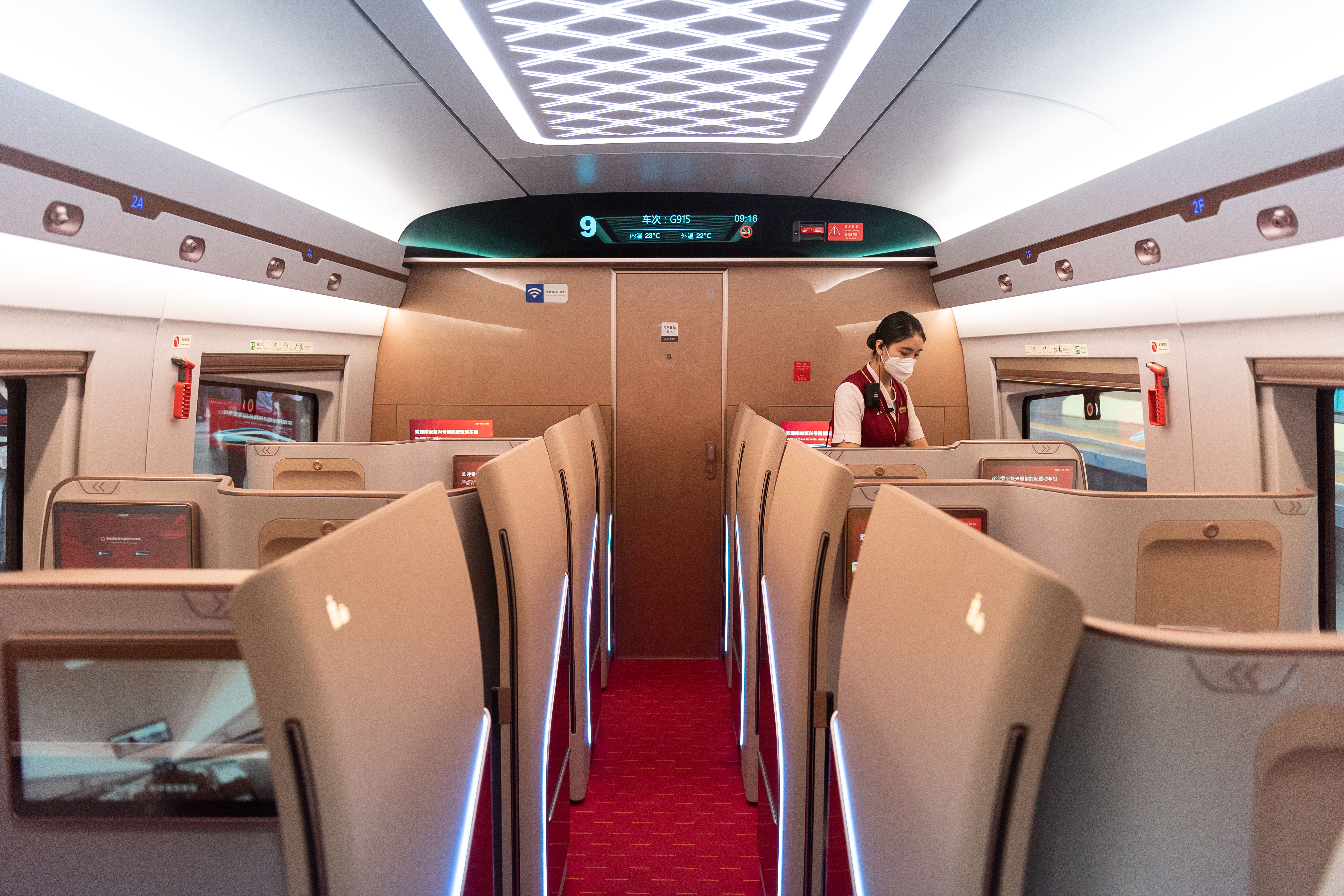
商务座（1+1排列）（CR400BF-GZ型智能动车组）
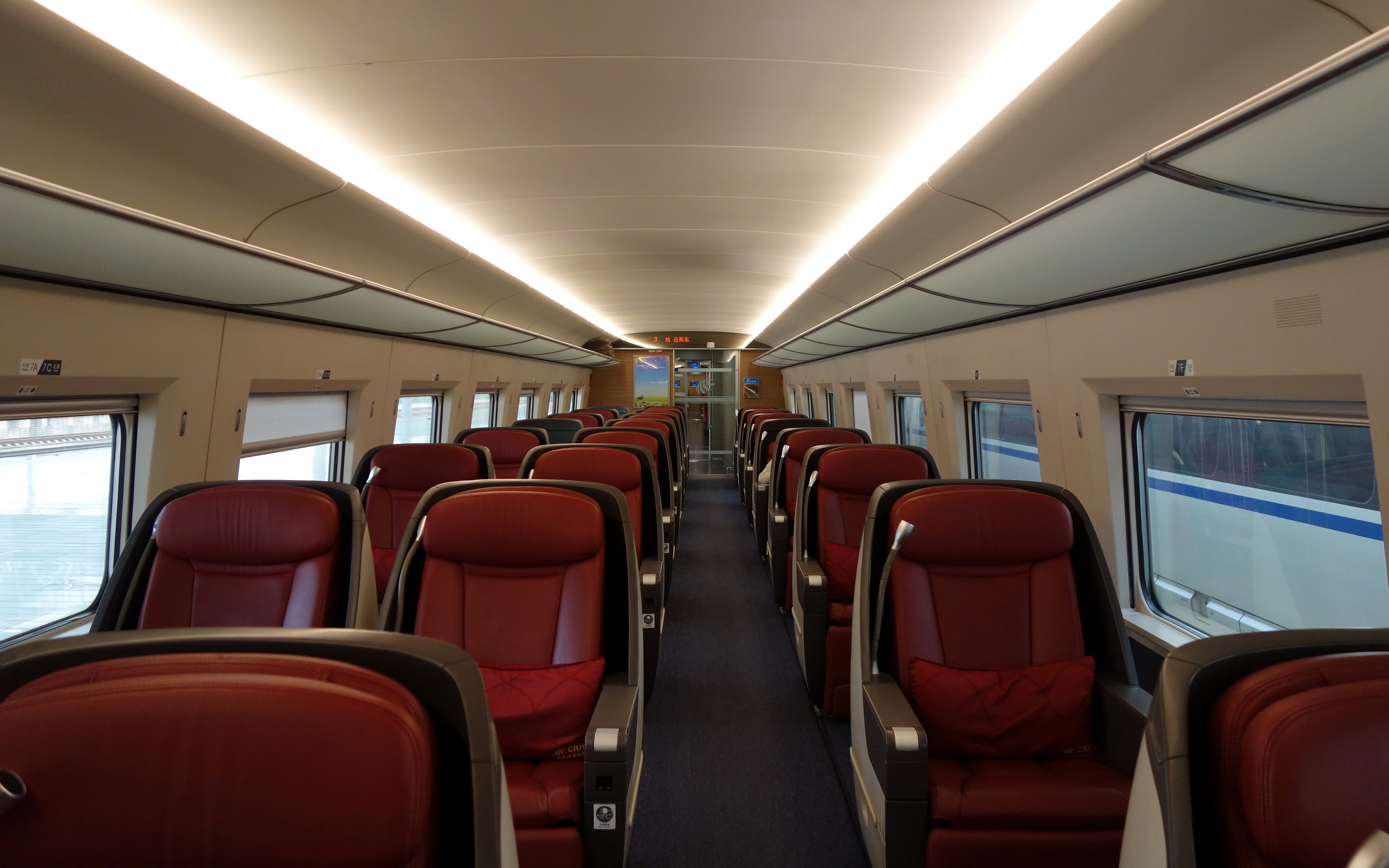
商务座（1+2排列）（CRH380AL型动车组）
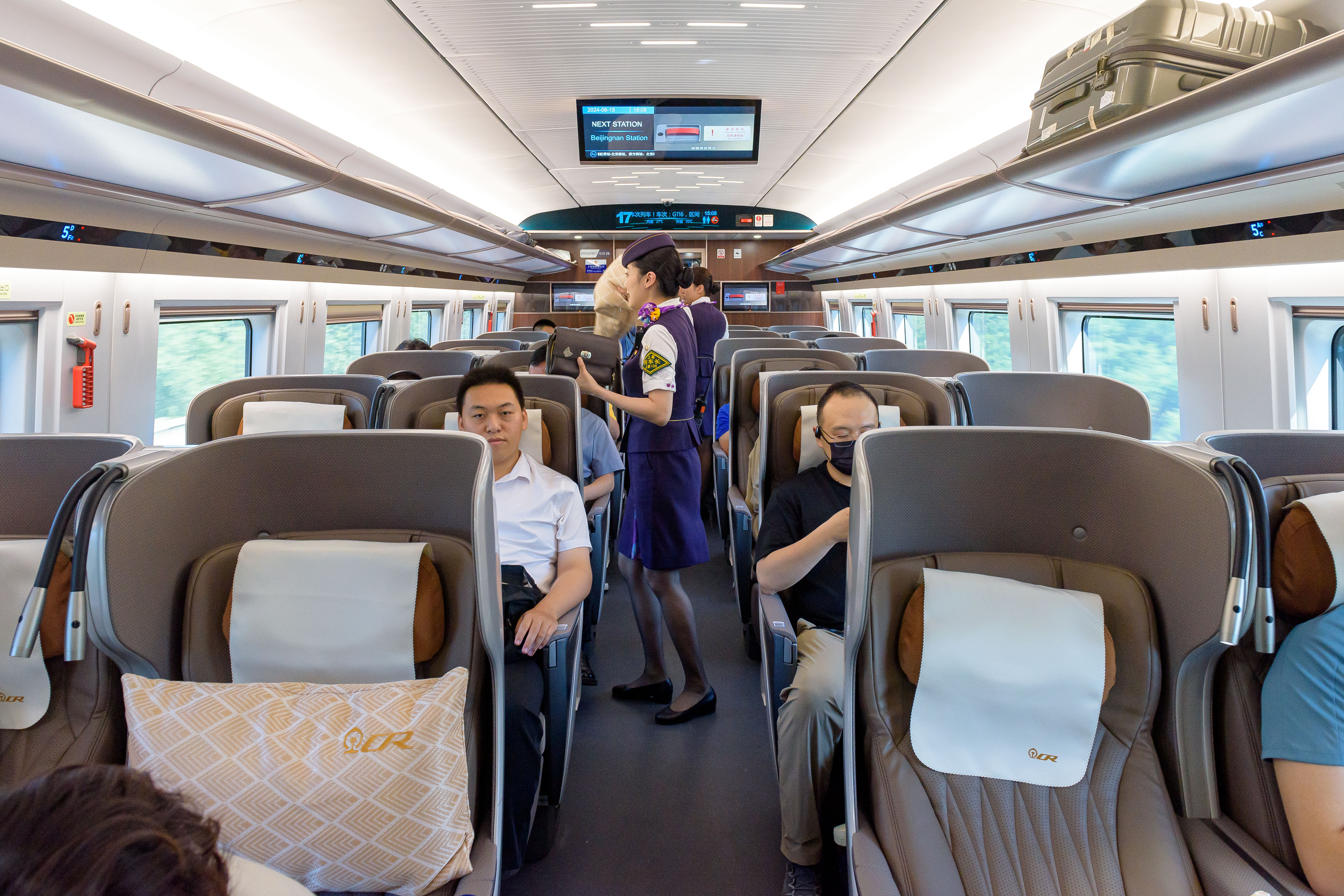
优选一等座（2+2排列）（CR400BF-BS型智能动车组）
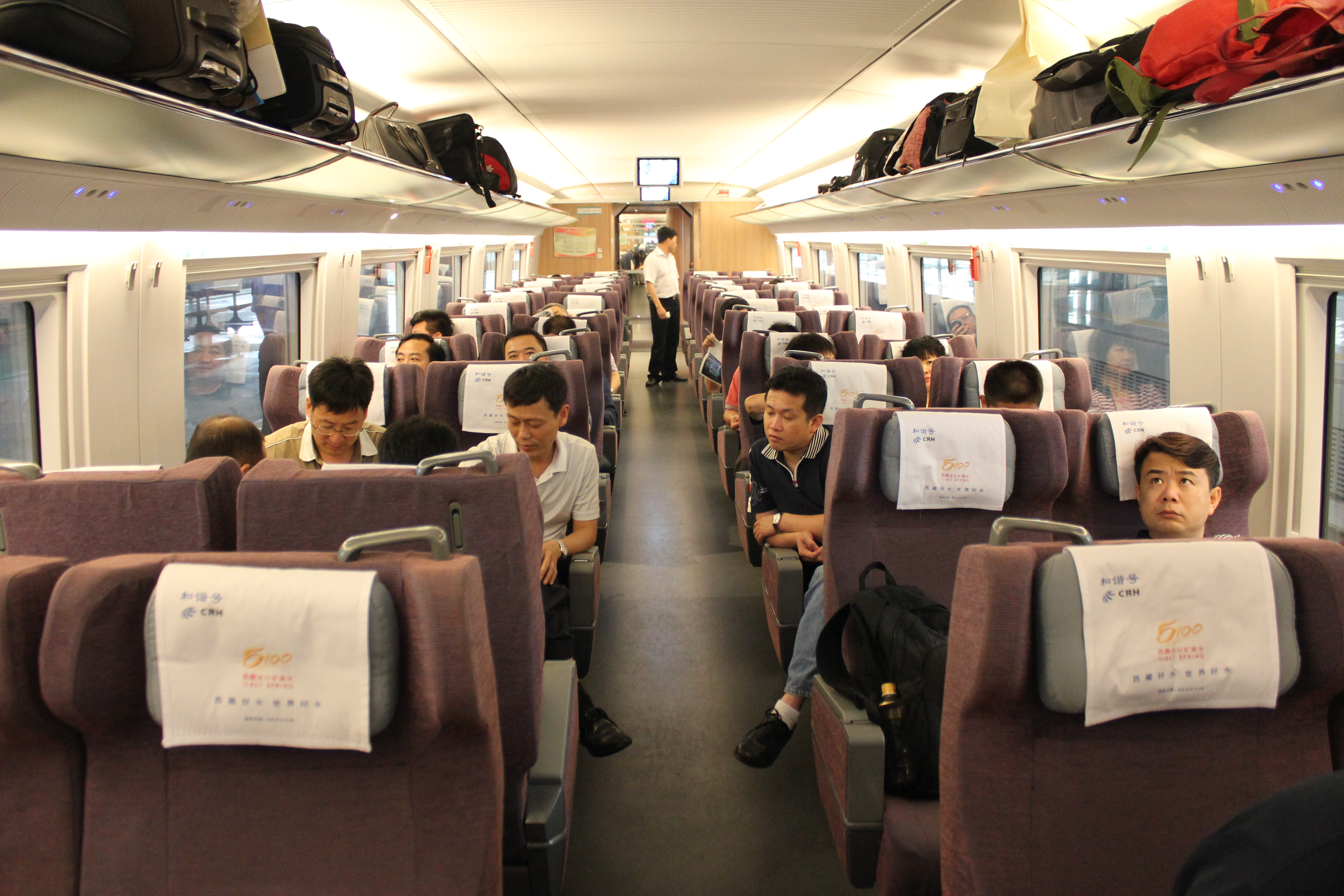
一等座（CRH3C型动车组）
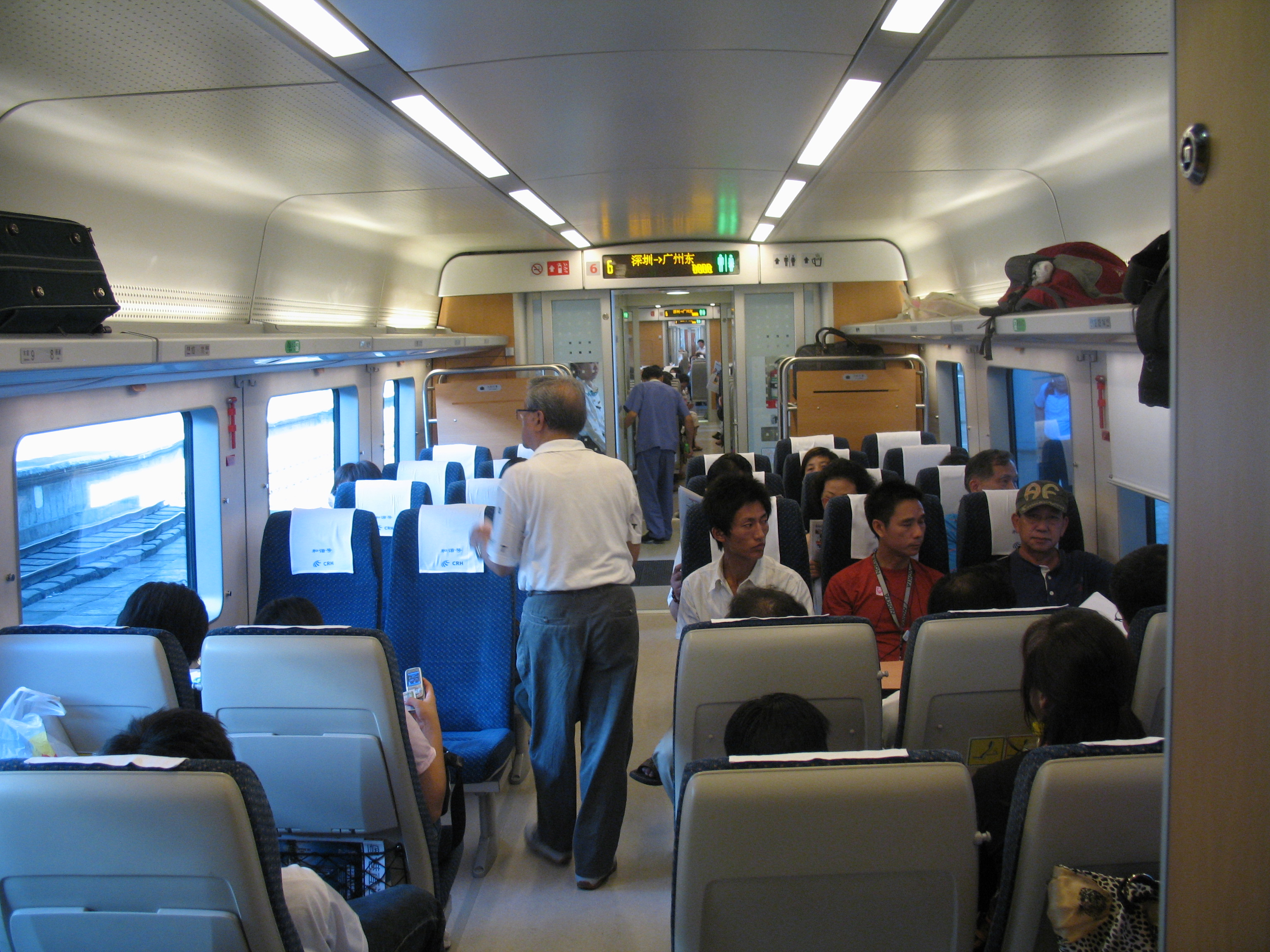
二等座（CRH1A型动车组）
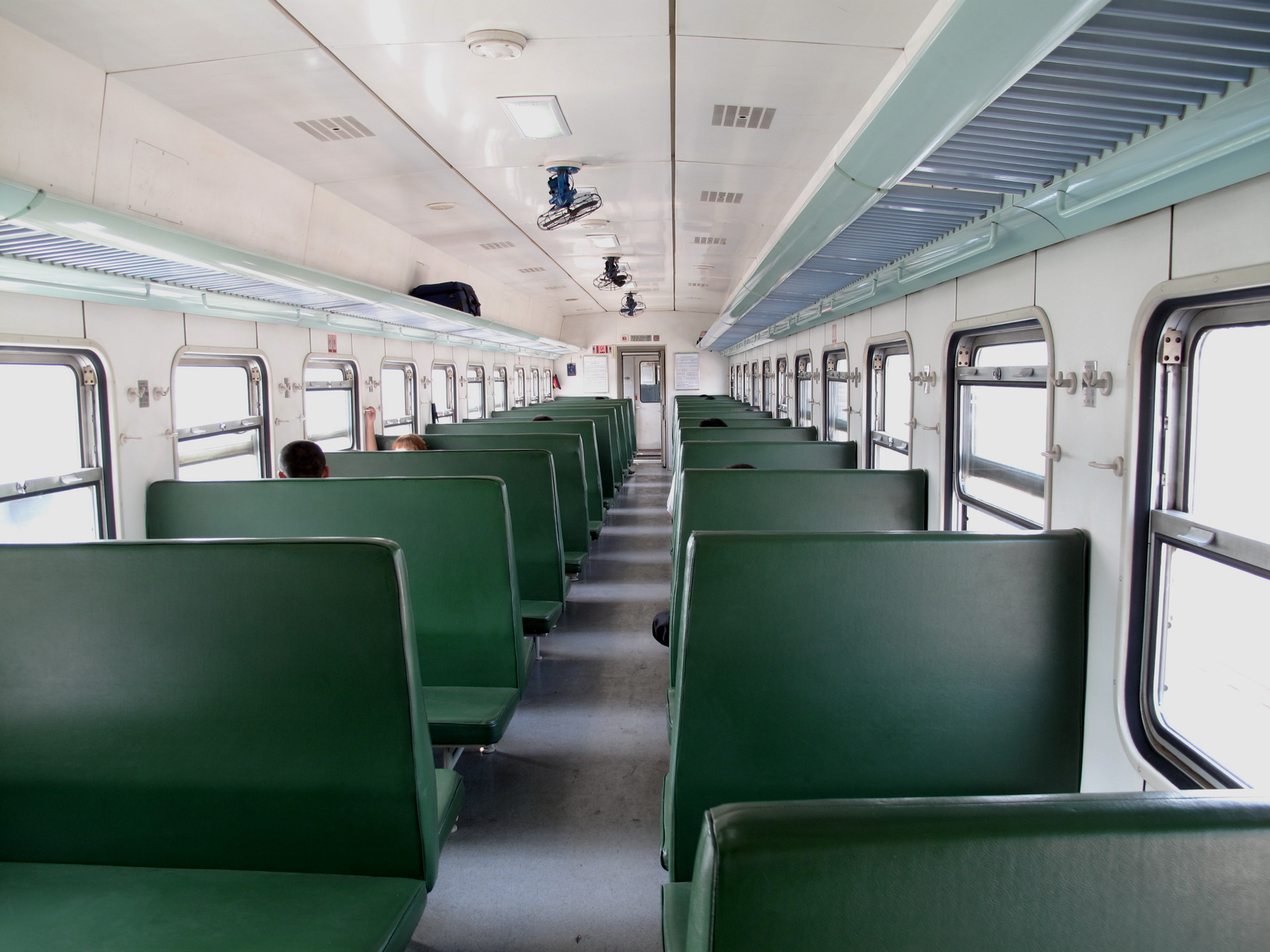
22型客车硬座
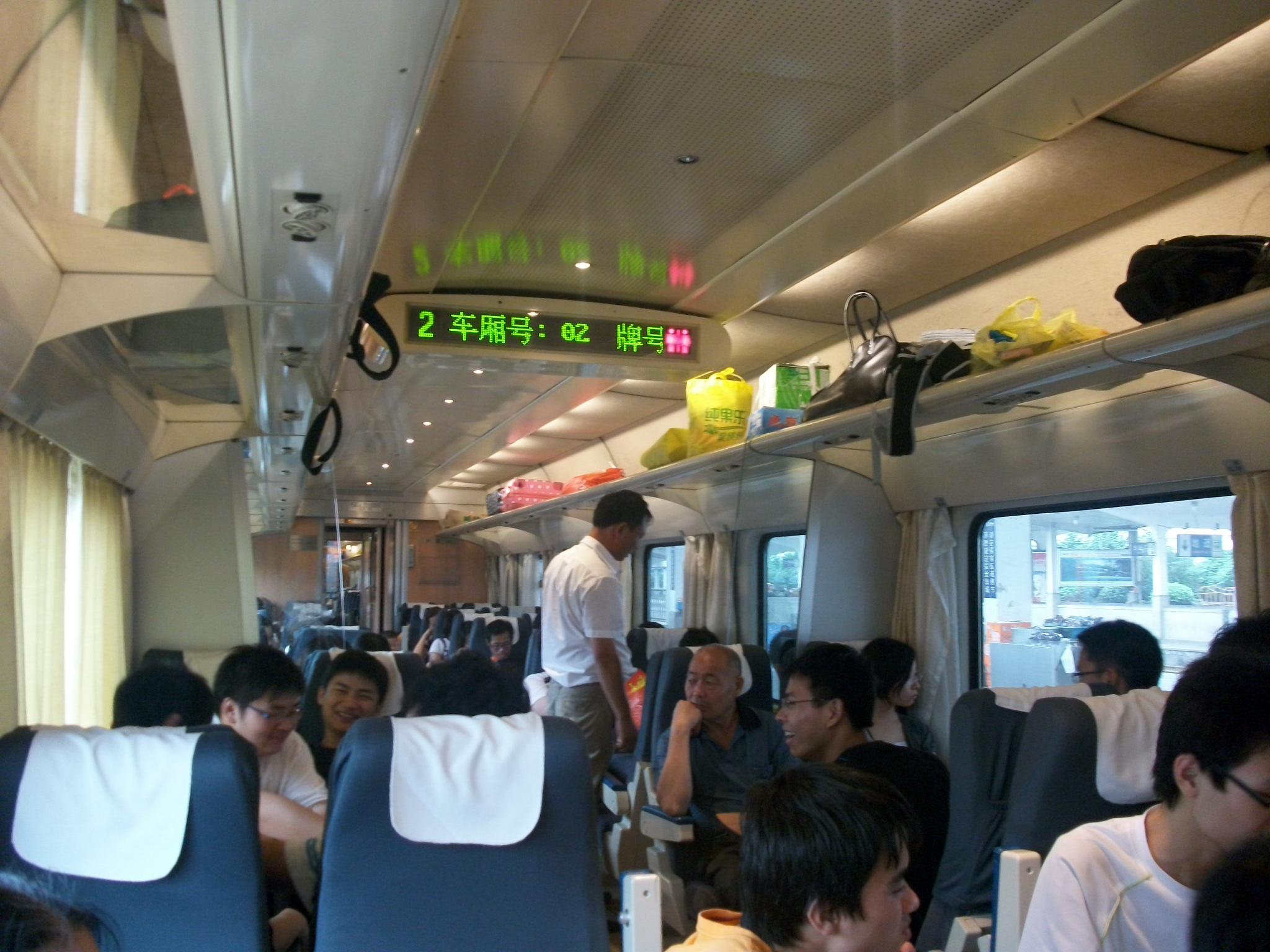
25T型客车软座
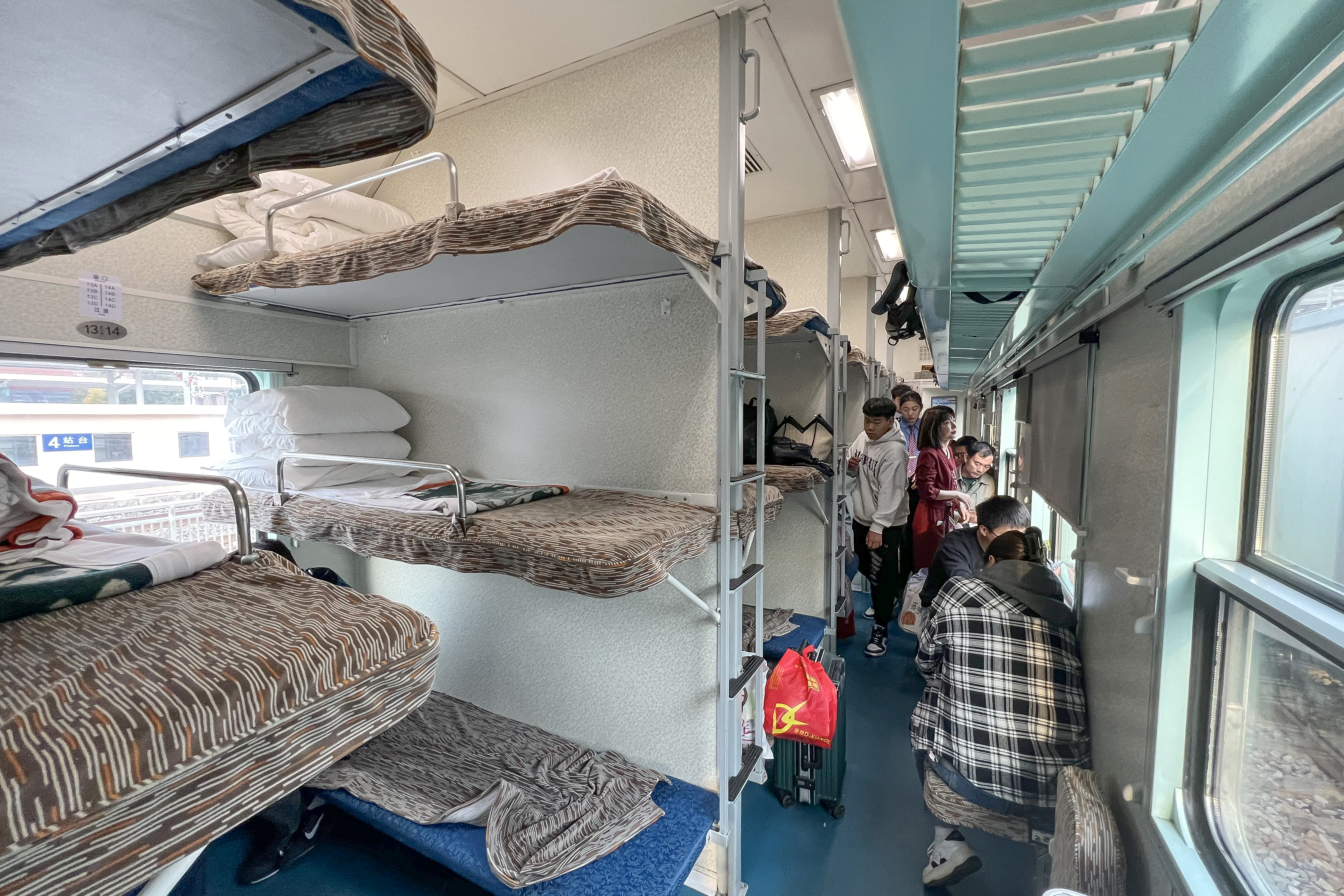
25K型客车敞开式硬卧
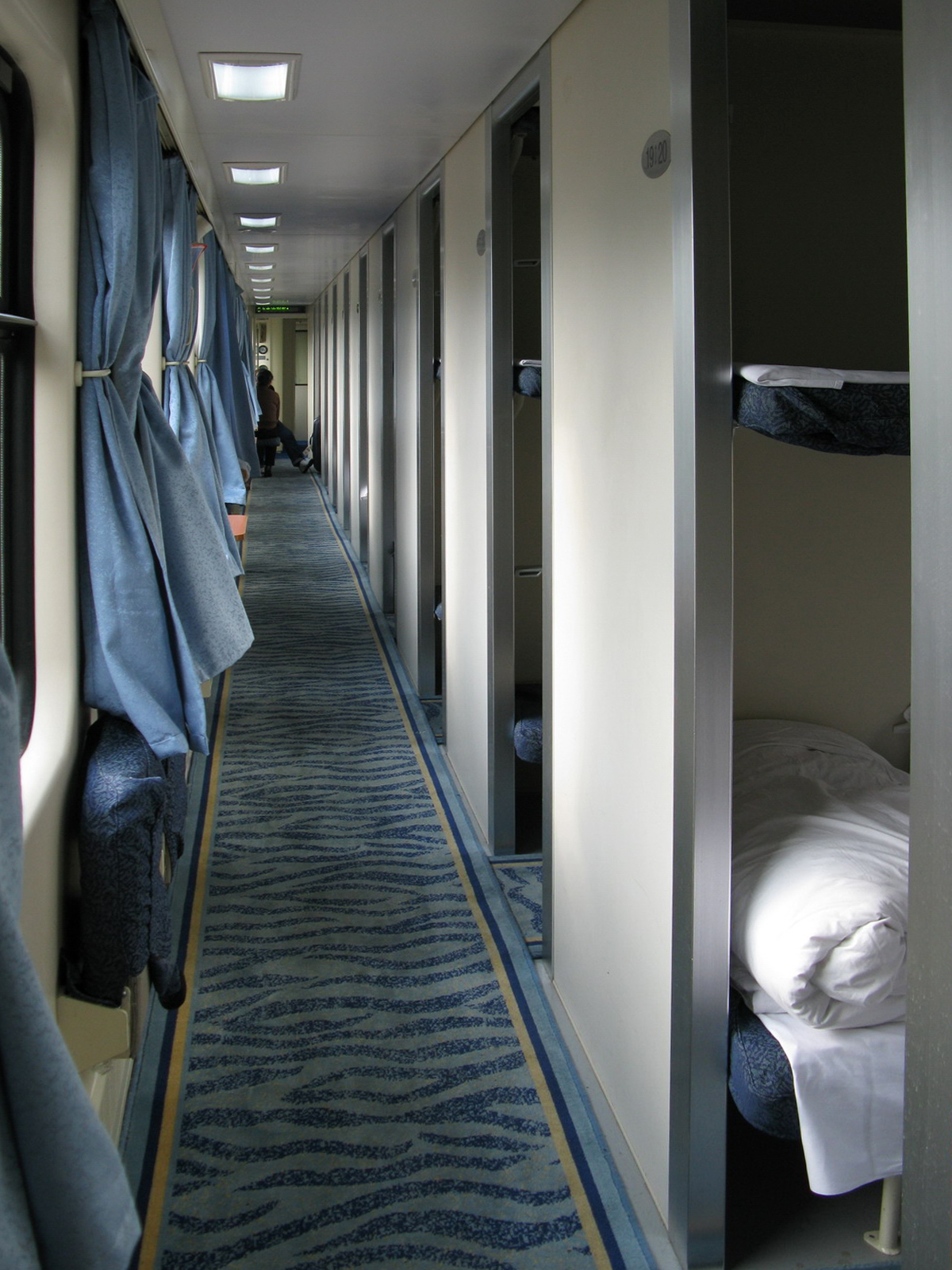
25T型客车半包式硬卧
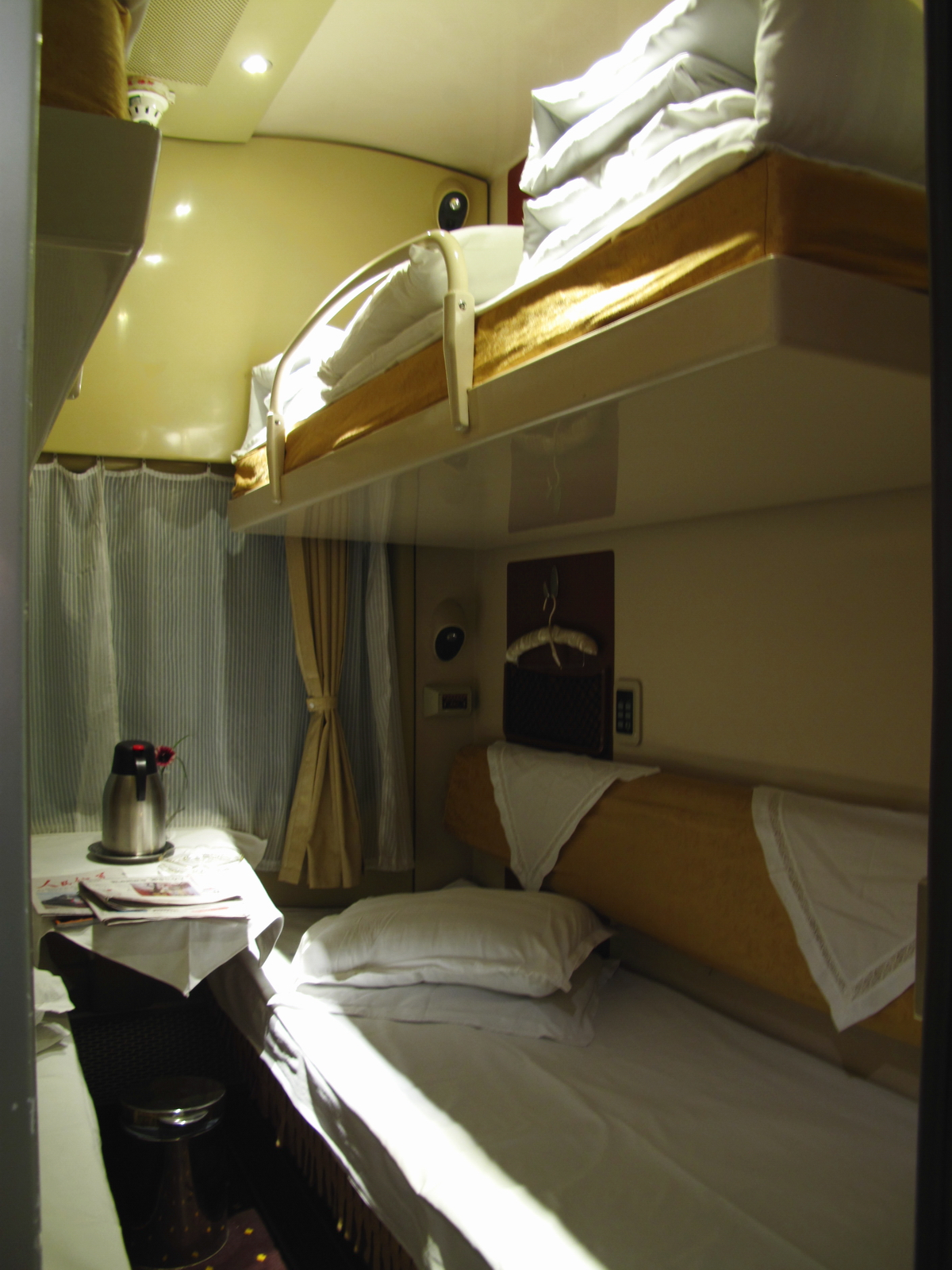
25T型客车软卧
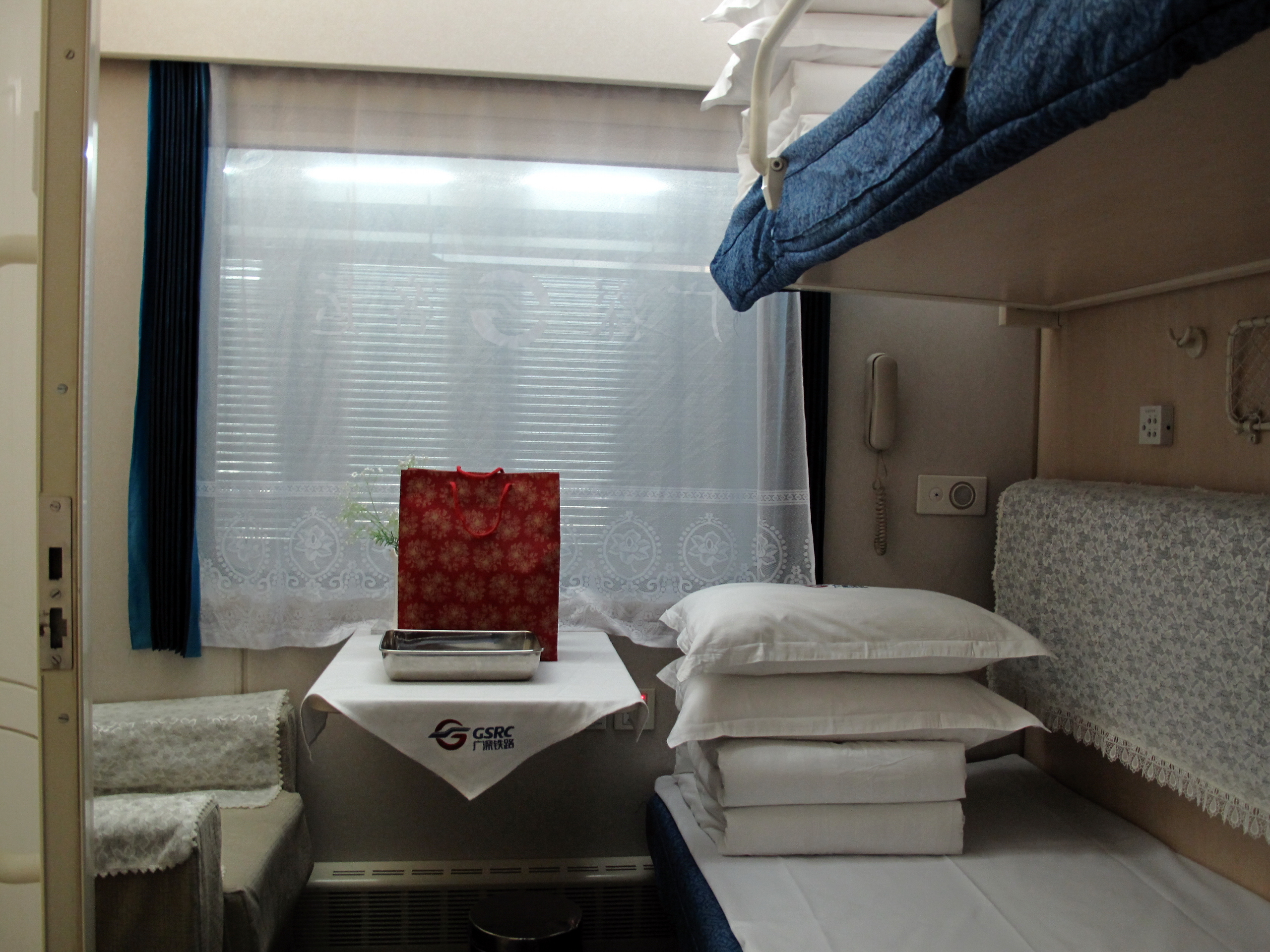
19T型客车高包软卧

## 常旅客计划

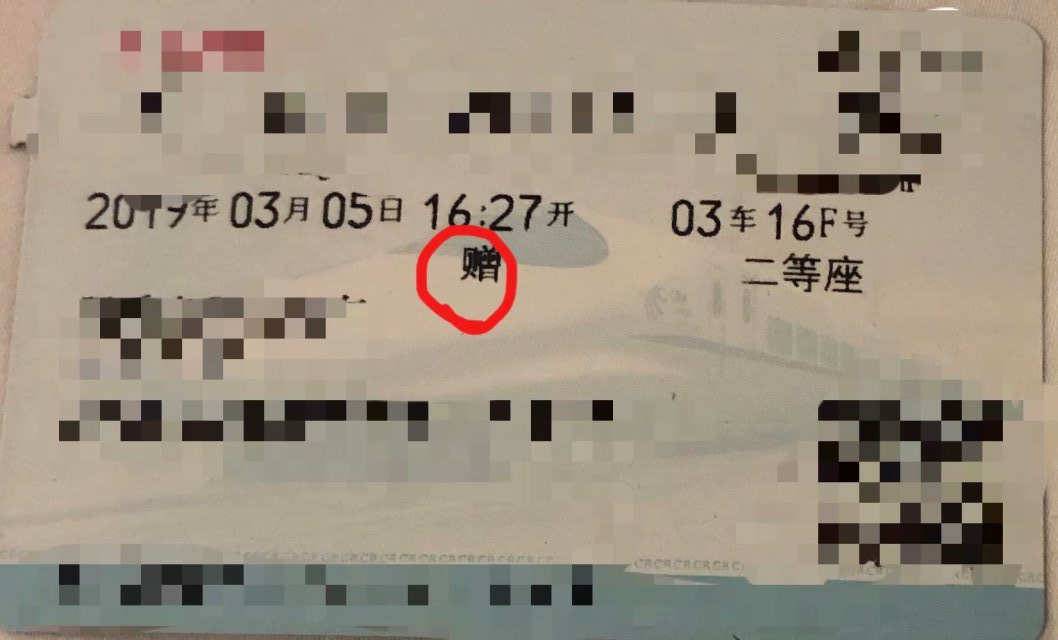
常旅客计划所兑换车票，并无价格，加注“赠”字样

2017年12月20日起，铁路部门推出“铁路畅行”常旅客会员服务。年满12岁的旅客申请并完成身份认证后，即可成为常旅客会员，会员积分达到一定额度可兑换相应车票。实名制的、非补车票票价按照票面价格的5倍积分，在首次达到10000分以后方可兑换。在兑换指定车次车票时，每100积分视为1元人民币，不得混合支付。积分兑换的车票不办理退票、改变到站，仅允许变更为可兑换车次车票，少补多不退，同时收取1000积分作为手续费。2025年4月1日起，年满60周岁的旅客（不适用于无永久居留权的外籍人士）乘坐旅客列车时，所获积分按照票面价格的15倍积分计算。使用积分兑换的车票不标注价格，仅加注“赠”字样。

## 联运列车

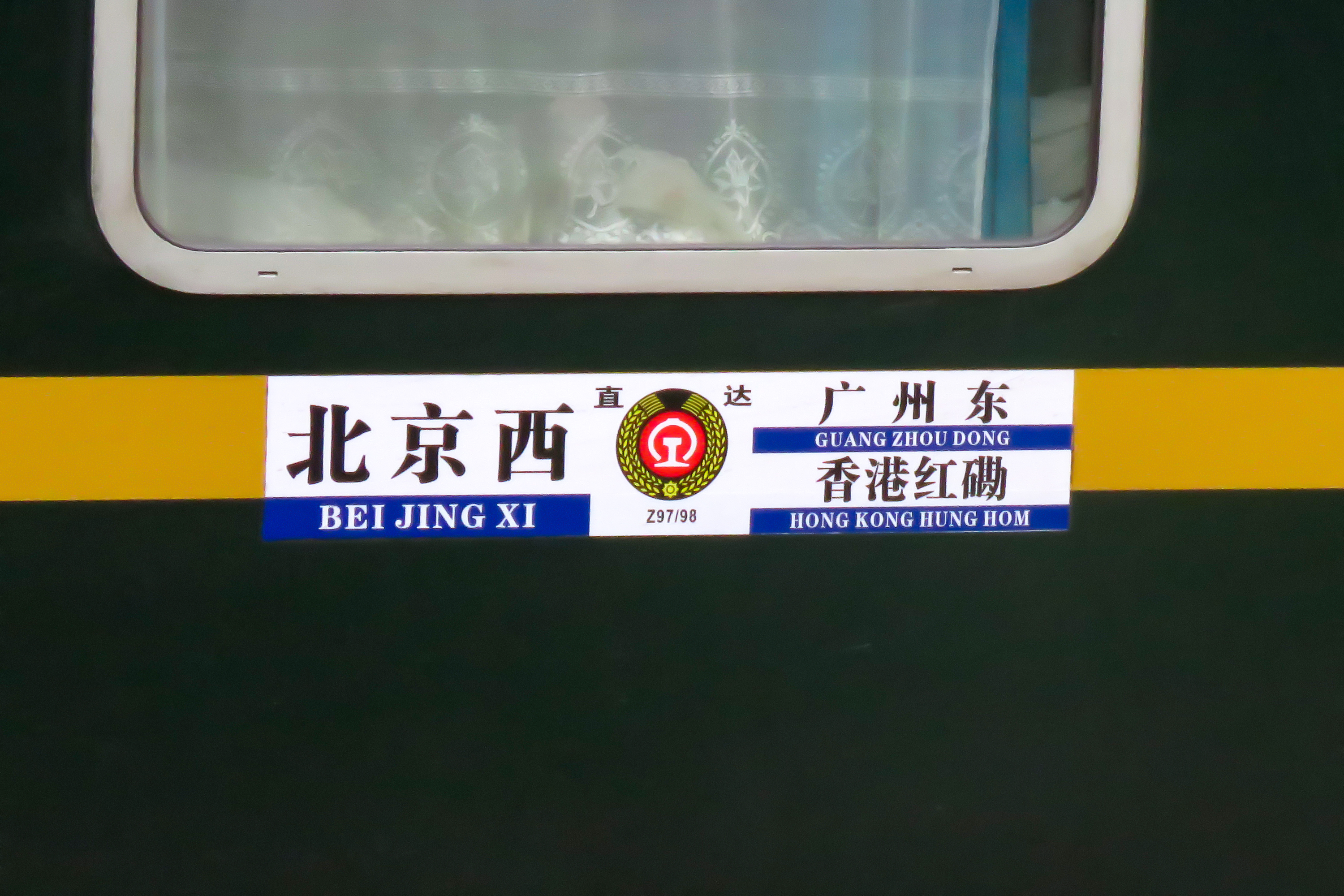
京九直通车水牌

### 往返香港直通车（已停运）
中国铁路总公司与港铁公司联合营运来往中國內地及香港九龍紅磡站的城际客运服务（又称直通车），服务路线包括廣東綫、上海綫及北京綫。於2020年1月29日前，每天有9对（18班）广九直通车运行，车次为Z801～Z812、Z814～Z819（廣州東↔香港紅磡，其中8对停靠常平站）；而来往香港紅磡↔北京（Z97/Z98次），和香港紅磡↔上海（Z99/Z100次）的直通车则隔日开行。直通车的旅客在始发站办理出境手续后即可乘坐列车直达目的地才办理當地入境手续，中途无需下车。广九直通车车票在港鐵的城際直通車網站上發售，但需在指定取票點取票，亦可在廣州東站或香港紅磡站現場購買；京九、沪九直通车仅能在北京西站、上海站或香港紅磡站现场购买。
由於廣深港高鐵香港段開通引致乘客量下降、2019年末的新冠疫情、KTT列車日久失修等因素，往返香港的城際直通車服務於2020年1月30日起停運，其後並未有復運；2023年1月15日起，某程度上，廣九線由香港西九龍站來往廣州東站的高鐵取代；2024年6月15日起，京九線及滬九線由臥鋪動車取代，並改以香港西九龍站為總站，標誌着往返香港及中國內地的城際直通車服務正式走進歷史。

### 国际联运

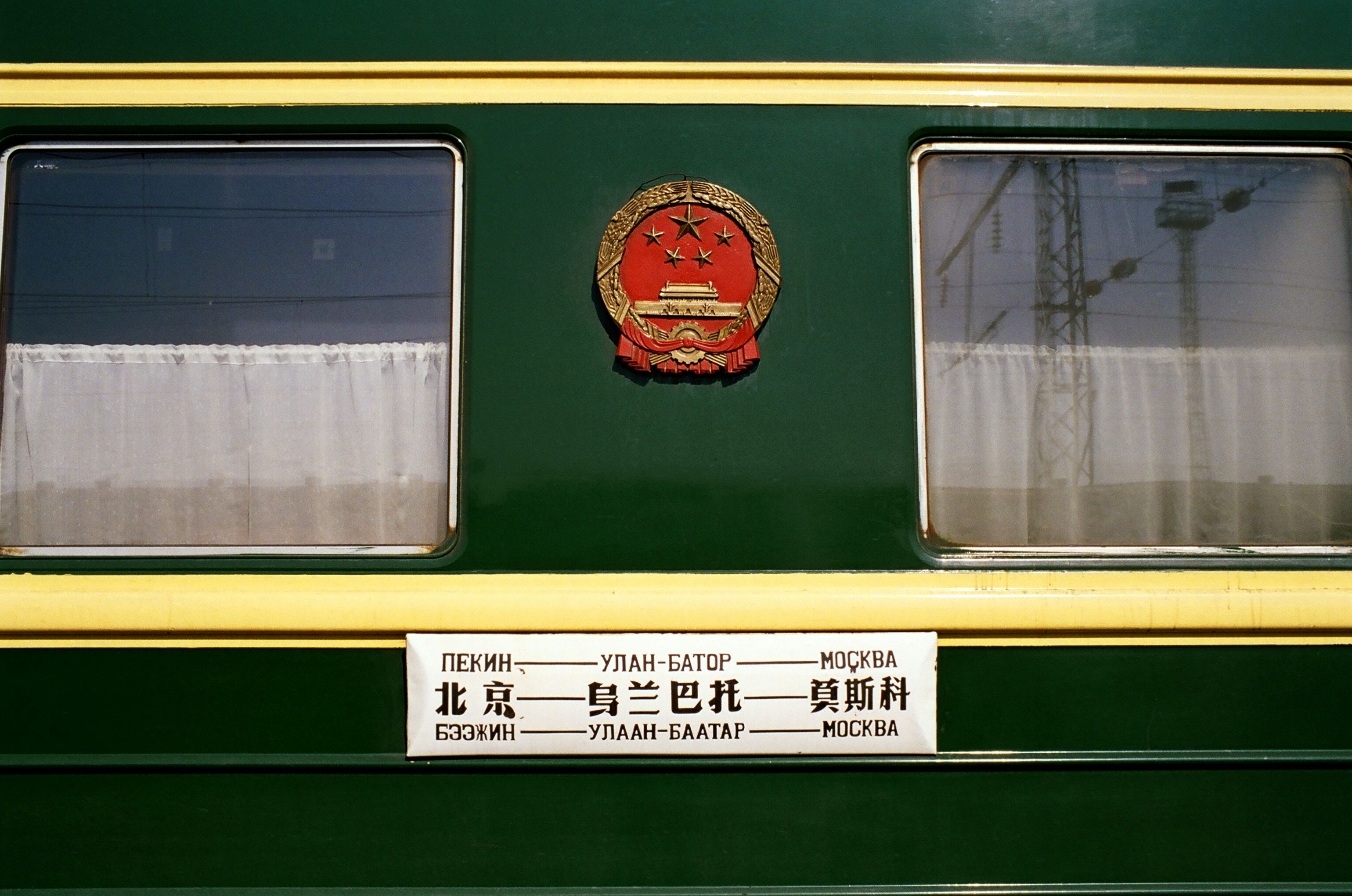
北京-乌兰巴托-莫斯科的国际列车
（由上至下分別以俄文、中文和蒙古语西里尔字母表達）

目前中國开行的国际联运列车可前往蒙古乌兰巴托、老挝万象和俄罗斯格罗迭科沃。在2019冠状病毒病疫情开始前，国际联运列车曾开往俄罗斯的莫斯科、伯力和海参崴、朝鲜的平壤、哈萨克斯坦的阿拉木图、阿斯塔纳、越南的河內等，旅客在邊境口岸辦理出境手續，例如北京往河內列車，出境手續在廣西憑祥辦理。由于俄羅斯、蒙古的轨距与中國不同，因此列車需要在边境站换輪，而中越兩國的軌距亦不同，但在中國憑祥至越南諒山省同登站間鋪有標準軌，并延至河内嘉林站（混合轨），北京西站开出的Z5/6次列车會開抵南寧，乘客在南寧換乘T8701/8702次列车，在凭祥和同登接受边防检查，最后经河同铁路抵达嘉林站。部分国际列车国外段车票，国铁集团指定中国国际旅行社售票并须加收手续费50元/每人张，火车站只出售国内段车票，且须在指定窗口凭护照或边境通行证或当地身份证购买（一般为值班主任窗口，如北京站1号窗口）。乘客可在网上查询时刻表。D887次列车可使用护照在12306（网站和客户端）和昆明、昆明南、普洱、西双版纳、磨憨5个车站购买；通过互联网购买的车票需要在乘车前到以上5个车站售票窗口换取纸质车票。D888次列车可使用护照在LCR Ticket App和万象、万荣、琅勃拉邦、磨丁4个车站购买；通过互联网购买的车票需要在乘车前到以上4个车站售票窗口换取纸质车票。

## 客運車輛
中国大陆目前铁路客运车辆主要有两种方式：动车组和普通铁路客车，至今机辆模式（机车牵引客车）的普通客车依然为中国铁路客运的主流。但中国铁路总公司表示，随着中國高速鐵路网陆续建成，预计到2020年，大陆地区的铁路客运方式将以中國鐵路高速（和諧號及復興號）动车组为主。截止2019年12月31日，根据中国国家铁路集团有限公司2019年统计公报显示，中国内地地区共拥有客车7.6万辆。其中，动车组3665标准组、29319辆。动车组率约为38.57%。